# 猛獣大脱走
『猛獣大脱走』（原題：Wild Beasts）は1984年のイタリアの映画。オリジナル言語は英語。日本公開1984年3月3日。

## あらすじ

### 序章
閉園後のフランクフルト動物園、そこは電子的に管理されている近代施設。獣医ルパート・バーナー（通称リップ）は、記者のローラ・シュワルツを案内中で、園内は動物達の食事時間。ローラは虎の撮影をするつもりが、虎の気が立っているためにリップが麻酔注射を施し虎を研究室へ。ローラは帰りが遅くなると、娘のスージーに電話をかけるが電話に出ない。シングルマザーで多忙なローラは娘の信頼を失いかけていた。一方、夜の街では下水溝から大勢のドブネズミが現れ、デート中の車内で若い男女が襲われていた。

### 大脱走
夜も更け、帰宅し寝入っていたリップは、友人のウェルナー警部からの電話で叩き起こされた。若い男女の惨殺死体が発見され、専門家として現場に来て欲しいとの依頼。同じ頃、リップの動物園では夜勤スタッフ達が監視モニターに映る凶暴化し檻を破ろうと暴れている動物達の対応を始めていた。コンピューター制御による一元管理下であるが象が暴れ、壁を破壊した影響でコンピューターが故障し、管制が取れなくなり全ての檻が開放されてしまう。解き放たれた動物達は次々と夜勤スタッフを襲う。一方、事件現場に到着したリップは凄惨な遺体に愕然とする。そして周辺で蠢くネズミを警察や消防と共に火炎放射器で焼き払い、生きた鼠のサンプルも採取、詳しく調べるために動物園内の研究所に向かった。しかし破壊された園内は動物が脱走しており、スタッフも襲われて遺体となっていた。リップも動物達を追い、街へ出る。脱走した猛獣たちは街をも襲ってパニックとなっていた。象は空港に侵入した結果、飛行機をも墜落させ、街一帯を停電させてしまう。地下鉄には虎が現れ、そこに居合わせたローラは親とはぐれ迷子になっていたキャロルという少女を抱え逃げる。ちょうどウェルナー警部と合流したリップがおなじく地下鉄にやって来て、虎からローラとキャロルを救い出す。

### 原因の追究
リップ、ウェルナー、ローラの三人は動物園の研究室に戻り、異変の追求に乗り出した。その頃、ローラの娘スージーはバレエのレッスンで学校に居り、生徒たちは停電で不安な思いをしていた。教師達は子供をかくまう中、とうとう白熊が現れ教師が犠牲になる。子供達は女性用務員と共に二階の自然史教室へと追いつめられていく。研究室で動物たちを調べていたリップらは、ついに凶暴化した原因を突き止めた。猛獣たちは飲料水からエンジェルダストという薬物を摂取していた事が判明。その薬物は筋力を90倍にさせ、凶暴性をおびるものであったが薬効の時間は限られており、やがて効き目が薄れ元の状態に戻るというもの。檻に戻した動物達の興奮も既に収まっていた。結果を政府へ送達。停電も復旧し一件落着、三人はスージーのいる学校へ向かう。

### 終焉とその先
学校では子供たちを追いつめていた白熊もおとなしくなっており、リップとウェルナー警部はその収容に努める。その隙にローラは娘の元へ。子供たちの声に誘われ自然史教室に辿り着くと子供たちの足元には用務員の刺殺体が。子供たちの手には刃物が握られ、高揚の笑みを浮かべていた。学校の水道もエンジェルダストに汚染されていたのであった。ただ娘のスージーだけはコーラで渇きを癒し水道水を口にしていなかったため凶暴化から逃れ、すぐさまローラの許へ。しかし、まだ襲い掛かってくる子供達を部屋に閉じ込めることに成功。ドアに突き立てられる刃物の中、駆けつけたリップと警部は事態を飲み込んだのでした。厚生省から一部の水道に薬物混入の汚染があったことを発表。子供達も薬効が切れ安心であるとの事。リップとローラは大都市の危険性を警告し、終幕。

## キャスト
| 役名                         | 役名                 | 役柄           | 俳優                           | 俳優                  |
| 読み                         | 表記                 | 役柄           | 読み                           | 表記                  |
| ---------------------------- | -------------------- | -------------- | ------------------------------ | --------------------- |
| リップ（ルパート・バーナー） | RIP（Rupert Berner） | 獣医           | ジョン・アルドリッチ           | John Aldrich          |
| ローラ・シュワルツ           | Laura Schwarz        | 記者           | ロレーヌ・ド・セル             | Lorraine De Selle     |
| スージー・シュワルツ         | Suzy Schwarz         | ローラの娘     | ルイザ・ロイド                 | Louisa Lloyd          |
| ナット・ブラウン・ウェルナー | Nat Braun Werner     | 警部           | ウーゴ・ボローニャ             | Ugo Bologna           |
| キャロル                     | Carol                | 迷子の少女     | ステファニア・ピンナ           | Stefania Pinna        |
|                              |                      | キャロルの母親 | モニカ・ニッケル               | Monica Nickel         |
| トミー                       | Tommy                |                | ロイ・ロジャース               |                       |
| グレイザー                   | Glazer               |                |                                |                       |
| フェイ                       | Fey                  |                | ティジアナ・タノッツィーニ     | Tiziana Tannozzini    |
| カール                       | Karl                 |                | アレッサンドロ・フレイバーガー | Alessandro Freyberger |
|                              |                      | 動物園職員１   | ジョン・ステイシー             | John Stacy            |
|                              |                      | 動物園職員2    | エンツォ・ペッツ               | Enzo Pezzu            |
| アニー                       | Annie                | 生徒           | シモネッタ・ピンナ             | Simonetta Pinna       |
| アリス                       | Alice                | 生徒           | アレッサンドラ・スヴァンパ     | Alessandra Svampa     |
| トミー                       | Tommy                | 生徒           | フェデリコ・ヴェロキア         | Frederico Volocia     |
|                              |                      | レポーター     | ジャンフランコ・プリンシピ     |                       |

- 日本語字幕　進藤光太

## スタッフ
製作：フェデリコ・プロスペリ
監督・脚本：フランコ・E・プロスペリ
撮影：グリエルモ・マンコーリ
音楽：ダニエレ・パトゥッキ
動物トレーナー：パスクァーレ・マルチーノ、ジャンカルロ・トリべルチ
アニマル特殊効果：アルバロ・パッセリ

## 日本語吹替版
＜日本語吹替キャスト＞
| 配役                       | 俳優                   | 日本語吹替 |
| -------------------------- | ---------------------- | ---------- |
| ルパート・バーナー(リップ) | ジョン・アルドリッチ   | 岡本富士太 |
| ローラ・シュワルツ         | ロレーヌ・ド・セル     | 梨羽由記子 |
| ブラウン警部               | ウーゴ・ボローニャ     | 宮川洋一   |
| スージー・シュワルツ       | ルイーザ・ロイド       | 小宮和枝   |
| トミー                     | フェデリコ・ヴェロキア | 堀絢子     |

その他　秋元千賀子／高木早苗／大久保正信／鳳芳野／平野稔／及川ひとみ／藤城裕士／横尾まり／片岡富枝／藤本譲／屋良有作／秋元羊介／塩沢兼人／喜多川拓郎／村松康雄
＜日本語吹替制作スタッフ＞
翻訳：額田やえ子
選曲：河合　直
効果：南部満治／大橋勝次
調整：遠西勝三
演出：蕨南勝之
制作：ニュージャパンフィルム
テレビ初回放送日：1985/08/31(土)　フジテレビジョン　ゴールデン洋画劇場

## 映像ソフト
『猛獣大脱走　特別版』　規格品番:STDF-0028
WILD BEASTS
1983年イタリア映画
日本公開：1984年3月3日（東宝東和配給）
●ニューテレシネデジタルマスター
●ワイドスクリーン（スクイーズ・ヨーロッパビスタ）
●「プロスペリ・アンケイジド」監督インタビュー（約28分）
●イタリア版劇場予告編（2分15秒）
●内海賢二氏ナレーションによるＴＶスポット復元版（15秒）
●ＤＶＤ用トレイラー（1分25秒）
●ギャラリーアーカイブ（約3分）
●特製１６Ｐブックレット
販売元:株式会社スティングレイ （Stingray Co.,Ltd.）
発売日:2012年04月27日

※TV放映時の日本語吹替音声も収録。現在は廃盤である。

## エピソード
- 1984年のアボリアッツ国際ファンタスティック映画祭に出展。
- 撮影言語が英語のため、イタリア国内での劇場公開・放送・メディア化はイタリア語の吹き替えがなされている。
- 米国のＴＶムービー「猛獣大脱走／全市民緊急避難せよ」とは別物。